# Filofax
Pour le film sorti en 1990, voir Filofax (film).
Filofax (Filofax Group Limited Sussex) est une entreprise basée au Royaume-Uni, commercialisant du matériel de bureau (stylos et agendas) et de maroquinerie.
Internationalement connue pour ses agendas haut de gamme, sa marque Filofax est devenue par antonomase un synonyme d'agenda. Dans les années 1980, l'association d'un stylo Montblanc et d'un agenda Filofax participent au courant de mode dit du power dressing,. Dans les années 2000, les ventes sont de 80 000 unités annuelles.